# 理水 (小说)
《理水》是鲁迅的小说，讲述大禹治水的故事。收入《故事新编》。

## 评论
评论者将《理水》与《非攻》并读，认为都表现了墨子、大禹等“中国的脊梁”的形象，鲁迅通过小说表达了对他们的赞赏。
《理水》结尾写道：“幸而禹爷自从回京以后，态度也改变一点了：吃喝不考究，但做起祭祀和法事来，是阔绰的；衣服很随便，但上朝和拜客时候的穿着，是要漂亮的。”谭湘以为此系大禹晚节不终，王荆则认为这种改变不为过分，是顺应民意的。
邓芳宁认为，《理水》讽刺“禹是一条虫”（顾颉刚观点），是对日本学者白鸟库吉等人认为尧舜禹不存在的论调的“文化抵抗”。

## 原始文献
- 维基文库中的相關文獻：理水